# Adriano Gerlin da Silva
Adriano Gerlin da Silva, detto Adriano (Dracena, 20 settembre 1974), è un ex calciatore e dirigente sportivo brasiliano, di ruolo centrocampista, attualmente presidente dell'Oeste Paulista.

## Carriera

### Club
Astro nascente del calcio brasiliano nei primi anni novanta, giocò in Svizzera, nel Neuchatel Xamax, che lo aveva notato nel Guarani a 18 anni. Successivamente tornò in Brasile, dove giocò per squadre come Náutico, Sport e San Paolo.
Nel 2005 fondò, insieme al fratello Juliano, il club dell'Oeste Paulista Futebol Clube, con sede a Presidente Prudente, nel quale ricopre il doppio incarico di presidente e giocatore.

### Nazionale
Con la Nazionale di calcio del Brasile ha giocato e vinto il campionato del mondo Under-20 1993, premiato anche come miglior giocatore del torneo. Ha anche partecipato al campionato mondiale di calcio Under-17 1991, chiudendo la competizione come miglior marcatore.

## Palmarès

### Nazionale
- Mondiale Under-20: 1

Australia 1993

### Individuale
- Capocannoniere del Mondiale Under-17: 1

Italia 1991 (4 reti)
- Scarpa d'oro del campionato del mondo Under-20: 1

Australia 1993 (3 gol)
- Pallone d'oro del campionato del mondo Under-20: 1

Australia 1993